# Jean-Charles Pichegru
Jean-Charles Pichegru (Arbois, 16 febbraio 1761 – Parigi, 5 aprile 1804) è stato un generale e politico francese della Rivoluzione e delle guerre rivoluzionarie.

## Gli inizi della carriera
Nato ad Arbois (o secondo Charles Nodier, a Les Planches, vicino a Lons-le-Saulnier), era figlio di un contadino. I frati di Arbois, presso i quali studiò, erano entusiasti della sua capacità di apprendimento e lo inviarono all'Accademia militare di Brienne-le-Château. Qui ricevette una solida formazione e divenne insegnante privato di matematica presso lo stesso collegio: in questa veste diede lezioni anche al giovane Napoleone Buonaparte. Nel 1783 entrò nel 1º reggimento di artiglieria dove in poco tempo raggiunse il grado di sergente e venne inviato alla Guerra d'indipendenza americana dalla quale ritornò con quello di sottotenente.
Quando scoppiò la rivoluzione nel 1789 andò a Coblenza ad offrire i suoi servigi all'armata di emigrati che si andava colà formando ma non fu nemmeno preso in considerazione. Allora si fece repubblicano e divenne il capo di un club di giacobini a Besançon, riuscendo a farsi eleggere tenente colonnello di un reggimento di volontari del dipartimento francese di Gard che si apprestava a raggiungere l'armata del Reno.

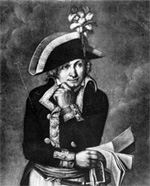
Charles Pichegru generale dell'esercito rivoluzionario francese, 1794

## Fronte del Reno
La condizione eccellente del suo reggimento fu notata nell'esercito rivoluzionario francese sezione del Reno e la sua abilità nell'organizzazione gli fecero ottenere la nomina a generale di brigata.
Nel 1793 Lazare Carnot e Louis de Saint-Just furono spediti a trovare generali non appartenenti alla nobiltà da mettere al comando dell'esercito rivoluzionario. Carnot scoprì Jean-Baptiste Jourdan e Sant-Just scoprì Lazare Hoche e Pichegru. In cooperazione con Hoche e l'esercito della Mosella, Pichegru, al comando dell'esercito del Reno, doveva riconquistare l'Alsazia e riorganizzare le truppe sconfitte della Prima Repubblica. Vi riuscirono facendo leva sullo spirito patriottico dei loro uomini per vincere numerose scaramucce.

## Il fronte del nord
Nel dicembre 1793 Hoche fu arrestato, probabilmente a seguito della denunzia dei suoi colleghi, e Pichegru divenne comandante in capo dell'armata del Reno-Mosella e venne designato a succedere a Jourdan al comando dell'Armata del Nord nel febbraio 1794, con la quale combatté in tre grandi battaglie nello stesso anno.
Gli eserciti inglesi ed austriaci avevano conquistato una forte posizione lungo il Sambre fino al Mare del Nord.
Dopo di aver tentato di aprirsi un varco nel centro dello schieramento austriaco, Pichegru tornò rapidamente al fianco sinistro e sconfisse a Cassel, Menen e Kortrijk il conte di Clerfayt mentre il suo comandante in seconda Moreau sconfiggeva il principe di Coburgo alla Battaglia di Tourcoing nel maggio 1794. Dopo una pausa, durante la quale finse un assedio di Ypres, Pichegru attaccò di nuovo Clerfayt e lo sconfisse a Roeselare e Hooglede, mentre Jourdan risaliva con la nuova Armata di Sambre-et-Meuse, ed indirizzò gli austriaci verso la battaglia di Fleurus (27 giugno 1794).

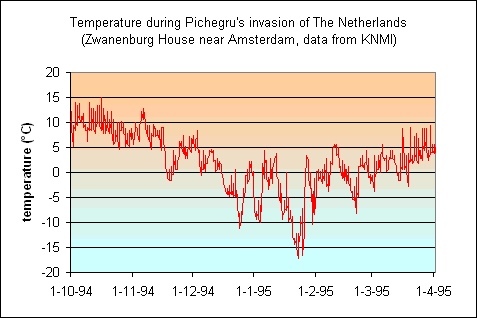
Temperature durante l'inverno alla campagna contro i Paesi Bassi del 1794/1795

Pichegru cominciò la sua seconda campagna attraversando la Mosa il 18 ottobre e, dopo avere preso Nimega, spinse gli austriaci oltre il Reno. Poi, invece di andare verso i quartieri d'inverno, preparò il suo esercito per una campagna invernale. Il 28 dicembre attraversò la Mosa sul ghiaccio e prese d'assalto l'isola di Bommel, quindi attraversò il Waal e, scacciando gli inglesi, entrò ad Utrecht il 19 gennaio e ad Amsterdam il 20 gennaio occupando presto tutti i Paesi Bassi.
Questa importante vittoria fu marcata da episodi unici, come la cattura, da parte degli ussari francesi, della flotta olandese che era bloccata dai ghiacci a Helder e dall'insolita disciplina dei battaglioni francesi ad Amsterdam, che evitarono di depredare la ricchissima città olandese, pur avendone l'opportunità.

## Termidoro ed il Direttorio
Anche se un tempo era associato a Saint-Just, Pichegru offrì i suoi servigi alla Reazione di Termidoro e, dopo avere ricevuto il titolo di salvatore della Patria dalla Convenzione nazionale, assoggettò i sanculotti di Parigi, quando misero in atto un'insurrezione contro la Convenzione il 12 germinale (1º aprile).
Pichegru prese poi il comando degli eserciti del nord, delle armate Sambre-e-Mosa e del Reno, e, attraversando il Reno in forze, prese Mannheim nel maggio 1795. Anche se era diventato un eroe della Rivoluzione, permise che il collega Jourdan fosse sconfitto, consegnò tutti i suoi piani al nemico e prese parte all'organizzare di una cospirazione per il ritorno di Luigi XVIII come re di Francia. Fu sconfitto il 10 ottobre 1795 presso Höchst am Main dal Conte di Clairfait. I suoi piani vennero scoperti e quando offrì le sue dimissioni al Direttorio nell'ottobre 1795, questi le accettò prontamente, con grande sua sorpresa. Egli cadde in disgrazia ma si assicurò comunque l'elezione al Consiglio dei Cinquecento nel maggio 1797 come rappresentante della Casa dei Borboni (realisti).

## Il colpo di Stato e la morte
Egli progettò, forse, un colpo di Stato, anticipato da un contro-golpe, noto come 18 Fruttidoro, operato dal Direttorio guidato dal Barras. Venne arrestato, con molti altri simpatizzanti "realisti" (tutti supposti congiurati) e deportato alla Caienna nel 1797. Riuscì a fuggire e si rifugiò a Londra nel 1798, affiliandosi allo staff del generale Alexander Korsakov e combattendo nelle campagne del 1799 delle guerre rivoluzionarie francesi fra i realisti.
Egli ritornò a Parigi nell'agosto del 1803 con Georges Cadoudal per guidare i realisti insorti contro il Primo console Napoleone Bonaparte. Tradito da un amico, venne arrestato il 28 febbraio 1804 e quindi strangolato in prigione. Si dice che egli sia stato ucciso per ordine di Bonaparte, ma non vi sono prove di questo. Il suo corpo venne sepolto presso il vecchio Cimitero di Sainte-Catherine.